# Dornești
Dornești est une commune roumaine située dans le județ de Suceava.